# Ernst-Thälmann-Denkmal (Freiberg)

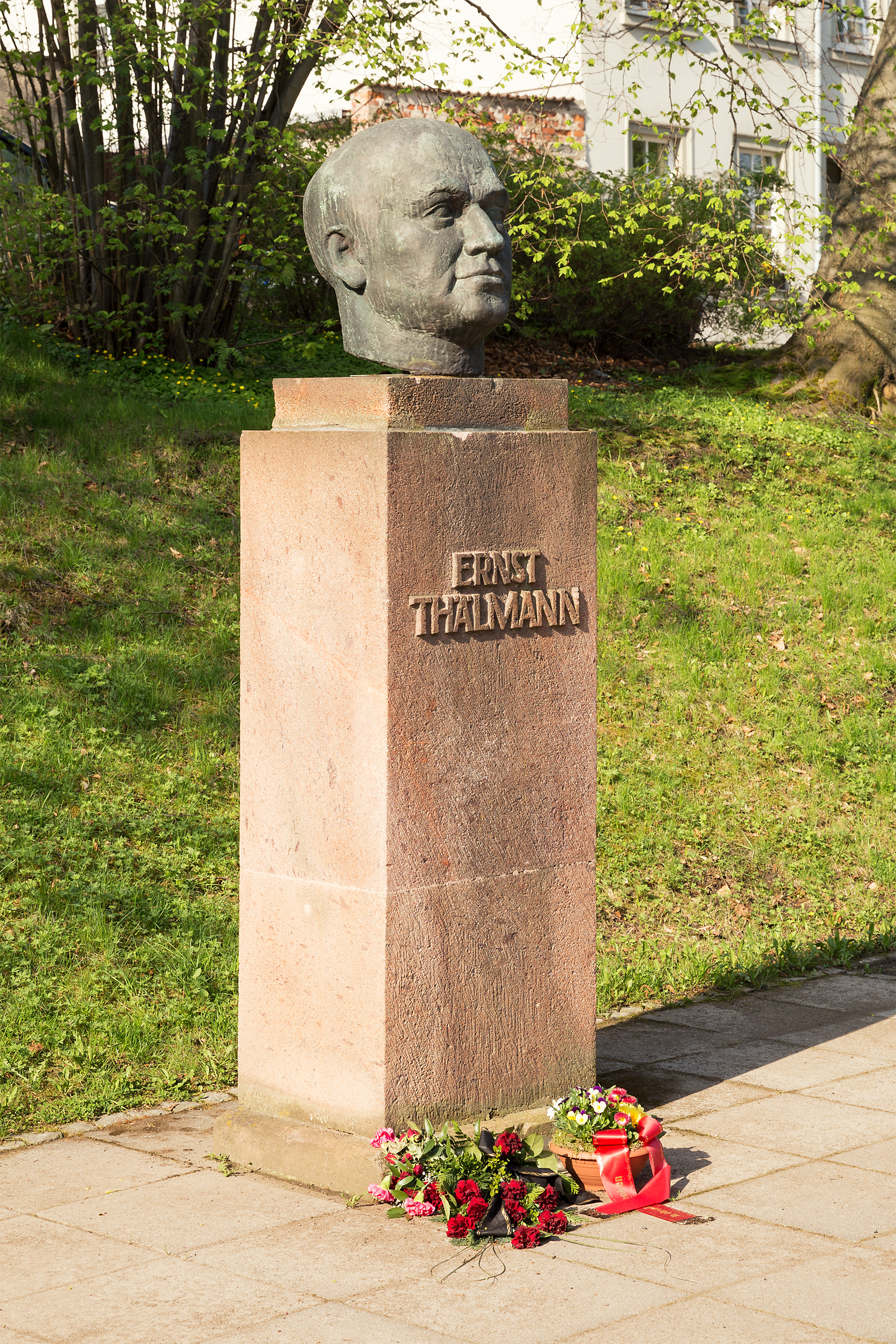
Ernst-Thälmann-Denkmal

Das Ernst-Thälmann-Denkmal in Freiberg am Meissner Ring ist eine Stele aus Rochlitzer Porphyr mit einem Porträtkopf von Ernst Thälmann aus Bronze. Auf dem Sockel steht „Ernst Thälmann“. Es wurde von Hans-Georg Neumuth bzw. Gottfried Kohl geschaffen und am 18. August 1974, 30 Jahre nach Ernst Thälmanns Ermordung, eingeweiht.
Das Denkmal ist auf der Liste der Kulturdenkmale in Freiberg-Nord verzeichnet.
Eine Replik steht im Park von Gentilly in Frankreich.